# Козлодуй (община)
Вижте пояснителната страница за други значения на Козлодуй.
Община Козлодуй се намира в Северозападна България и е една от съставните общини на Област Враца.

## География

### Географско положение, граници, големина
Общината е разположена в северозападната част на Област Враца. С площта си от 284,874 km2 заема 7-о място сред 10-те общините на областта, което съставлява 7,87% от територията на областта. Границите ѝ са следните:
- на север – Румъния;
- на югоизток – община Мизия;
- на югозапад – община Хайредин;
- на запад – община Вълчедръм от Област Монтана.

### Релеф, води
Релефът на общината е равнинен, като по-голямата част от територия ѝ се заема от източната част на обширното льосово плато Златията. То е слабо наклонено на изток и североизток. Най-високата точка на общината се намира в най-западната ѝ част, южно от язовир „Шишманов вал“ – 152 m н.в. Северната и източната част на общината се заема от Козлодуйската низина, като в най-североизточната ѝ част, северно от село Хърлец, на брега на река Дунав се намира най-ниската точка – 24 m н.в.
Основната водна артерия е река Дунав, която в пределите на общината протича на протежение от 21 km (от km 687 до km 708 (километрите се отчитат от устието на реката). Източната, най-ниска част на Козлодуйската низина е набраздена от множество напоителни канали, изградени за напояване на земеделските земи. По границата с община Мизия преминава най-долното течение на река Огоста, която протича през землищата на селата Крива бара, Бутан, Гложене и Хърлец.

## Население

### Населени места в община Козлодуй
Общината има 5 населени места с общо население 18 015 жители според преброяването от 7 септември 2021 г.
| Населено място                                                          | Преброяване (от септември 2021) | По настоящ адрес (ГРАО от 15 септември 2024) | Площ (km²) | Гъстота (д/km²) |
| ----------------------------------------------------------------------- | ------------------------------- | -------------------------------------------- | ---------- | --------------- |
| Бутан                                                                   | 2551                            | 2783                                         | 64,454     | 43.18           |
| Гложене                                                                 | 2345                            | 2603                                         | 51,89      | 50.16           |
| Козлодуй                                                                | 11072                           | 12187                                        | 105,307    | 115.73          |
| Крива бара                                                              | 359                             | 380                                          | 15,542     | 24.45           |
| Хърлец                                                                  | 1688                            | 1890                                         | 47,681     | 39.64           |
| Общо за общината:                                                       | 18015                           | 19843                                        | 284,874    | 69.66           |
| Населените места с кмет са със зелен фон, а тези без кметство – с жълт. |                                 |                                              |            |                 |

### Административно-териториални промени
- МЗ № 2820/обн. 14.08.1934 г. – преименува с. Махмудия на с. Радойково;
- Указ № 546/обн. 15.09.1964 г. – признава с. Козлодуй за с.гр.т. Козлодуй;
- Указ № 829/обн. 29.08.1969 г. – признава с.гр.т. Козлодуй за гр. Козлодуй;
- Указ № 344/обн. 20.02.1970 г. – заличава с.гр.т. Букьовци и с. Гложене и ги обединява в едно населено място – гр. Мизия;
- Указ № 1521/обн. 24.10.1975 г. – заличава с. Радойково и го присъединява като квартал на с. Бутан;
- Указ № 45/20 януари 1978 г. – отделя кв. Гложене от гр. Мизия и го признава за отделно населено място – с. Гложене.

### Население (1934 – 2021)
| Община Козлодуй                               | Община Козлодуй | Община Козлодуй | Община Козлодуй | Община Козлодуй | Община Козлодуй | Община Козлодуй | Община Козлодуй | Община Козлодуй | Община Козлодуй | Община Козлодуй | Община Козлодуй |
| --------------------------------------------- | --------------- | --------------- | --------------- | --------------- | --------------- | --------------- | --------------- | --------------- | --------------- | --------------- | --------------- |
| Година                                        | 1934            | 1946            | 1956            | 1965            | 1975            | 1985            | 1992            | 2001            | 2011            | 2021            |                 |
| Население                                     | 19370           | 19637           | 20241           | 20216           | 18689           | 23506           | 23939           | 24367           | 21180           | 18015           |                 |
| Източници: Национален Статистически Институт, |                 |                 |                 |                 |                 |                 |                 |                 |                 |                 |                 |

### Население по възрастови групи
| Население по възрастови групи към септември 2021 година | Население по възрастови групи към септември 2021 година | Население по възрастови групи към септември 2021 година | Население по възрастови групи към септември 2021 година | Население по възрастови групи към септември 2021 година | Население по възрастови групи към септември 2021 година | Население по възрастови групи към септември 2021 година | Население по възрастови групи към септември 2021 година | Население по възрастови групи към септември 2021 година | Население по възрастови групи към септември 2021 година | Население по възрастови групи към септември 2021 година | Население по възрастови групи към септември 2021 година | Население по възрастови групи към септември 2021 година | Население по възрастови групи към септември 2021 година | Население по възрастови групи към септември 2021 година | Население по възрастови групи към септември 2021 година | Население по възрастови групи към септември 2021 година | Население по възрастови групи към септември 2021 година | Население по възрастови групи към септември 2021 година |
| ------------------------------------------------------- | ------------------------------------------------------- | ------------------------------------------------------- | ------------------------------------------------------- | ------------------------------------------------------- | ------------------------------------------------------- | ------------------------------------------------------- | ------------------------------------------------------- | ------------------------------------------------------- | ------------------------------------------------------- | ------------------------------------------------------- | ------------------------------------------------------- | ------------------------------------------------------- | ------------------------------------------------------- | ------------------------------------------------------- | ------------------------------------------------------- | ------------------------------------------------------- | ------------------------------------------------------- | ------------------------------------------------------- |
| Общо                                                    | 0 – 4                                                   | 5 – 9                                                   | 10 – 14                                                 | 15 – 19                                                 | 20 – 24                                                 | 25 – 29                                                 | 30 – 34                                                 | 35 – 39                                                 | 40 – 44                                                 | 45 – 49                                                 | 50 – 54                                                 | 55 – 59                                                 | 60 – 64                                                 | 65 – 69                                                 | 70 – 74                                                 | 75 – 79                                                 | 80 – 84                                                 | 85+                                                     |
| 18015                                                   | 929                                                     | 935                                                     | 1021                                                    | 961                                                     | 842                                                     | 836                                                     | 1176                                                    | 1161                                                    | 1232                                                    | 1475                                                    | 1716                                                    | 1543                                                    | 1236                                                    | 1041                                                    | 817                                                     | 535                                                     | 285                                                     | 274                                                     |

### Етнически състав
| Етноси в община Козлодуй (2011) | Етноси в община Козлодуй (2011) | Етноси в община Козлодуй (2011) | Етноси в община Козлодуй (2011) | Етноси в община Козлодуй (2011) |
| ------------------------------- | ------------------------------- | ------------------------------- | ------------------------------- | ------------------------------- |
| Етническа група                 |                                 |                                 | процент                         |                                 |
| българи                         | българи                         |                                 | 90.95%                          | 90.95%                          |
| цигани                          | цигани                          |                                 | 8.04%                           | 8.04%                           |
| турци                           | турци                           |                                 | 0.17%                           | 0.17%                           |
| други и неопределени            | други и неопределени            |                                 | 0.84%                           | 0.84%                           |

Етническа група от общо 17756 самоопределили се (към 2011 година):
- българи: 16149
- турци: 31
- цигани: 1427
- други: 66
- неопределени: 83

## Икономика
Според данни от 2000 година съотношението на видовете територии е:
- земеделски територии – 240 984 дка (84,6 %);
- горски територии –3321 дка (1,2%);
- населени места и други урбанизирани територии – 21 560 дка (7,6%);
- водни площи – 13 128 дка (4,6%);
- територии за полезни изкопаеми и депа за отпадъци – 116 дка (0,04%);
- територии за транспорт и инфраструктура – 1090 дка (0,4%).

От посочените данни се вижда, че основната част от територията на общината е заета от земеделски земи. Много по-нисък е делът на горските и други територии.

## Транспорт
През общината преминават частично 3 пътя от Републиканската пътна мрежа на България с обща дължина 40 km:
- участък от 24,8 km от Републикански път II-11 (от km 78,9 до km 103,7);
- последният участък от 13,4 km от Републикански път III-101 (от km 75,6 до km 89,0);
- последният участък от 1,8 km от Републикански път III-1503 (от km 4,5 до km 6,3).

## Политика

### Награди за Община Козлодуй
- Победител в категория „Ефективно управление на проекти“, раздел „средни общини“, в онлайн конкурса „Кмет на годината, 2017“. Приз за кмета Маринела Николова за разработване на проекти и печелене на финансиране за подобряване на градската среда.

### Кметове на Община Козлудуй
- 2015 - Маринела Николова
- 2007 – Румен Маноев (Коалиция „Проект“ Промяна.BG) печели на втори тур с 58% срещу Милко Торбов (БСП).
- 2003 – Милко Торбов (независим) печели на втори тур с 56% срещу Валери Ончев (независим).
- 1999 – Милко Торбов (независим) печели на втори тур с 54% срещу Иво Симеонов (ОДС плюс).
- 1995 – Константин Рошков (независим) печели на втори тур с 41% срещу Таня Петрова (Предизборна коалиция БСП, БЗНС Александър Стамболийски, ПК Екогласност).

## Топографска карта
- Лист от карта K-34-12. Мащаб: 1 : 100 000.
- Лист от карта K-34-24. Мащаб: 1 : 100 000.